# Michał Enkinger
Michał Enkinger (Michael Enkinger) – polsko-niemiecki architekt i budowniczy aktywny przed 1521 rokiem w Gdańsku, Elblągu, Wilnie i Kownie. Stosował w swojej twórczości krzyżujące się laskowania dekoracji szczytu, motyw oślego grzbietu, ceramiczne płytki z ornamentem ażurowym w kształcie czworoliścia.

## Przypuszczalne dzieła
- przebudowa Wieży Więziennej w Gdańsku
- szczyt nad środkową nawą kościoła franciszkanów pw. św. Trójcy w Gdańsku
- szczyt kościoła św. Katarzyny w Gdańsku
- kaplica św. Anny przy kościele franciszkanów pw. św. Trójcy w Gdańsku z fundacji króla Aleksandra Jagiellończyka (ok. 1505)[1]
- kościół kościołów bernardynów w Wilnie (1501–1507) z fundacji Aleksandra Jagiellończyka
- prawdopodobnie kaplica św. Anny w Wilnie przy kościele bernardynów (ok. 1500)
- dachy Zamku Dolnego w Wilnie
- kościół św. Jerzego w Kownie[2]
- Kantor gdański w Kownie, tzw. Dom Perkuna[3]

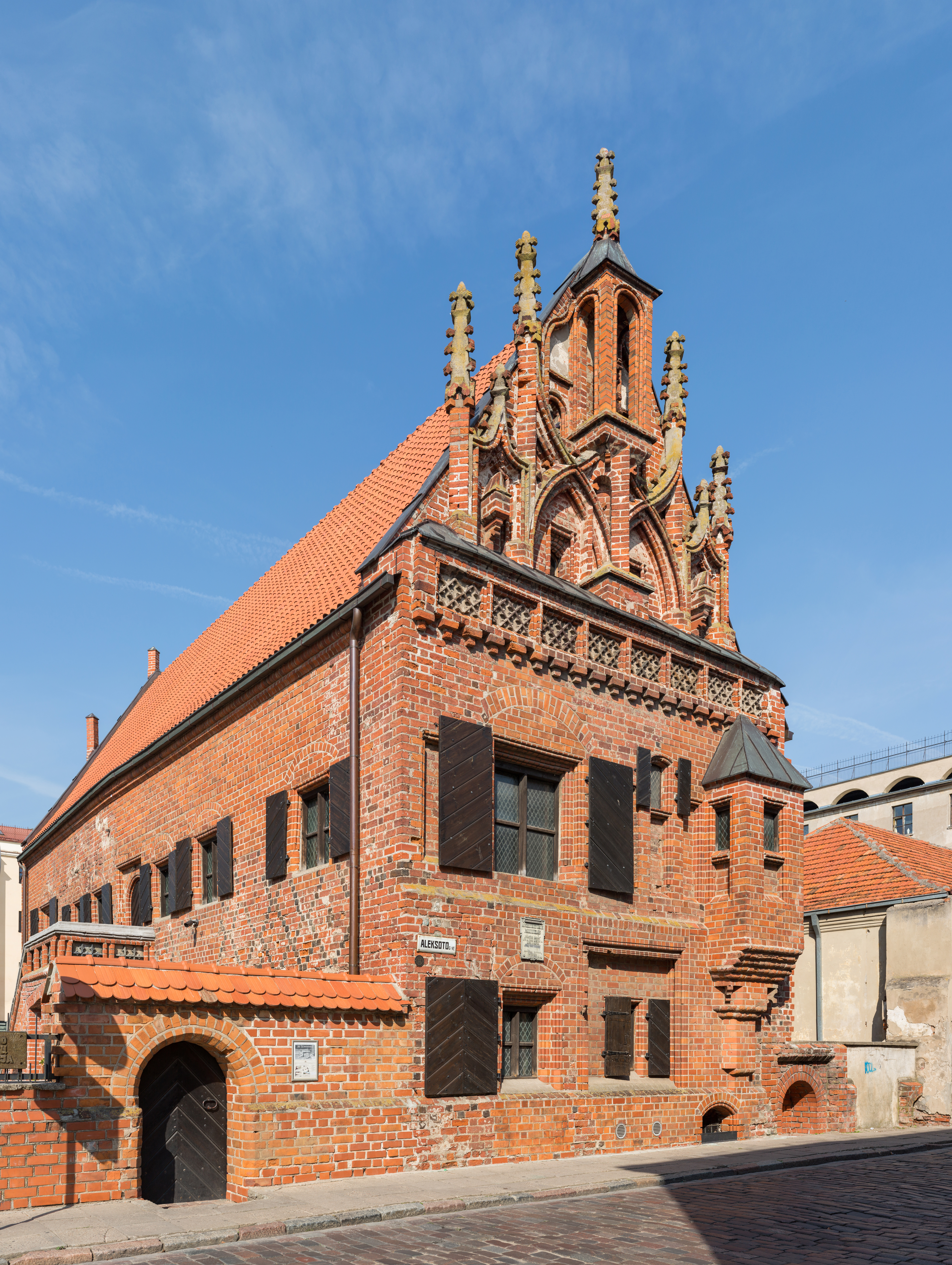
Dom Perkuna w Kownie
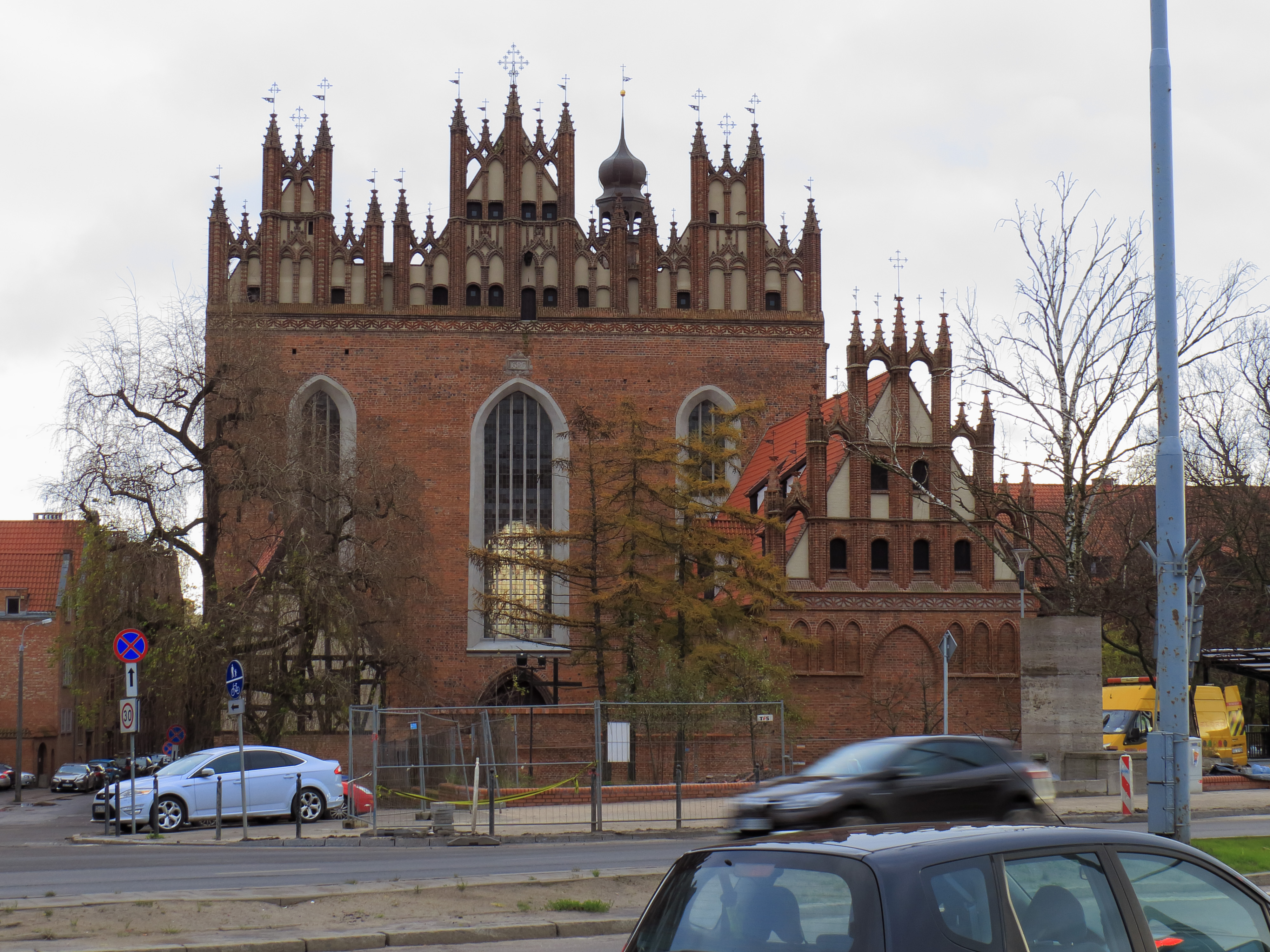
Kościół św. Trójcy w Gdańsku i kaplica św. Anny
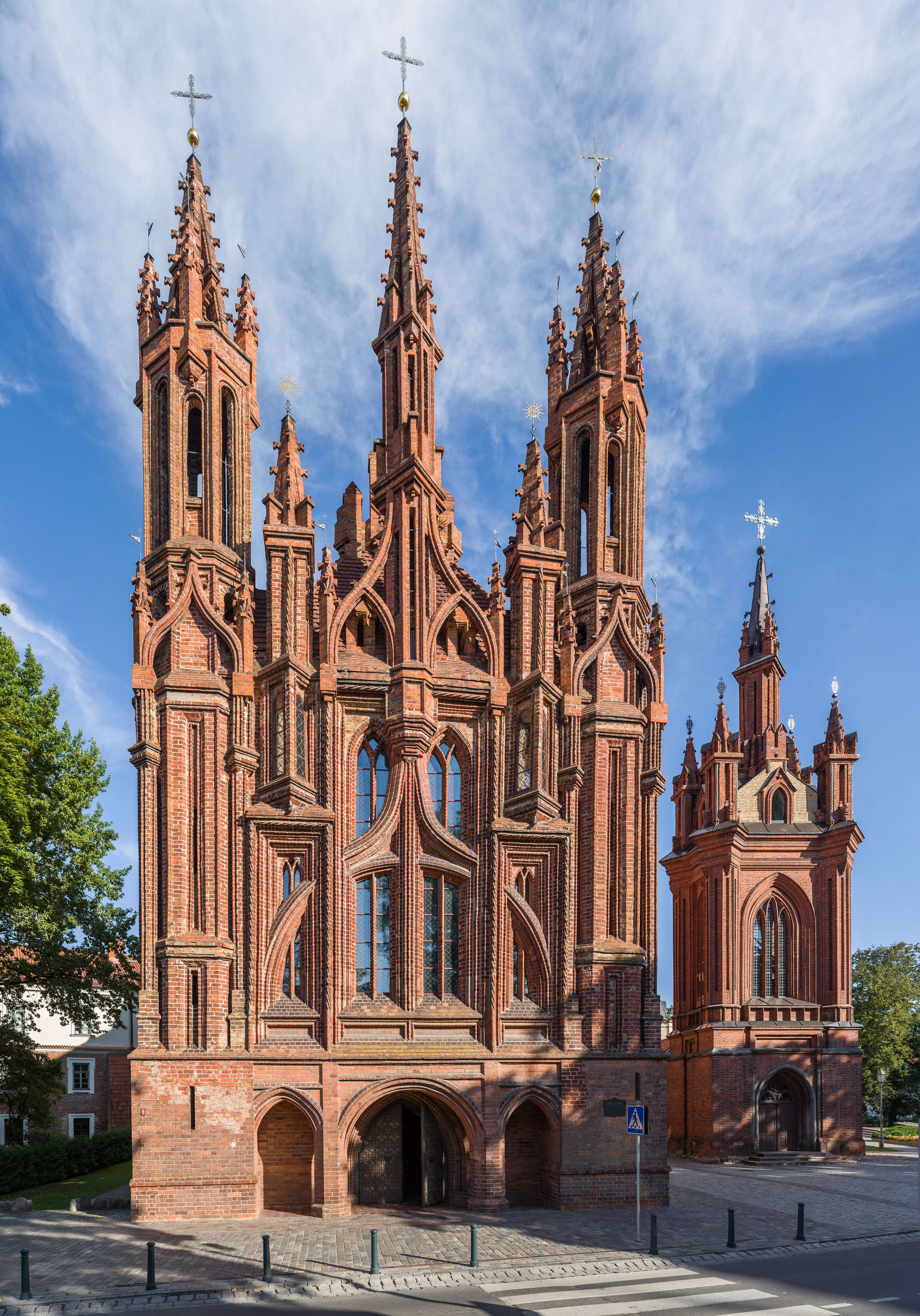
Kaplica św. Anny w Wilnie
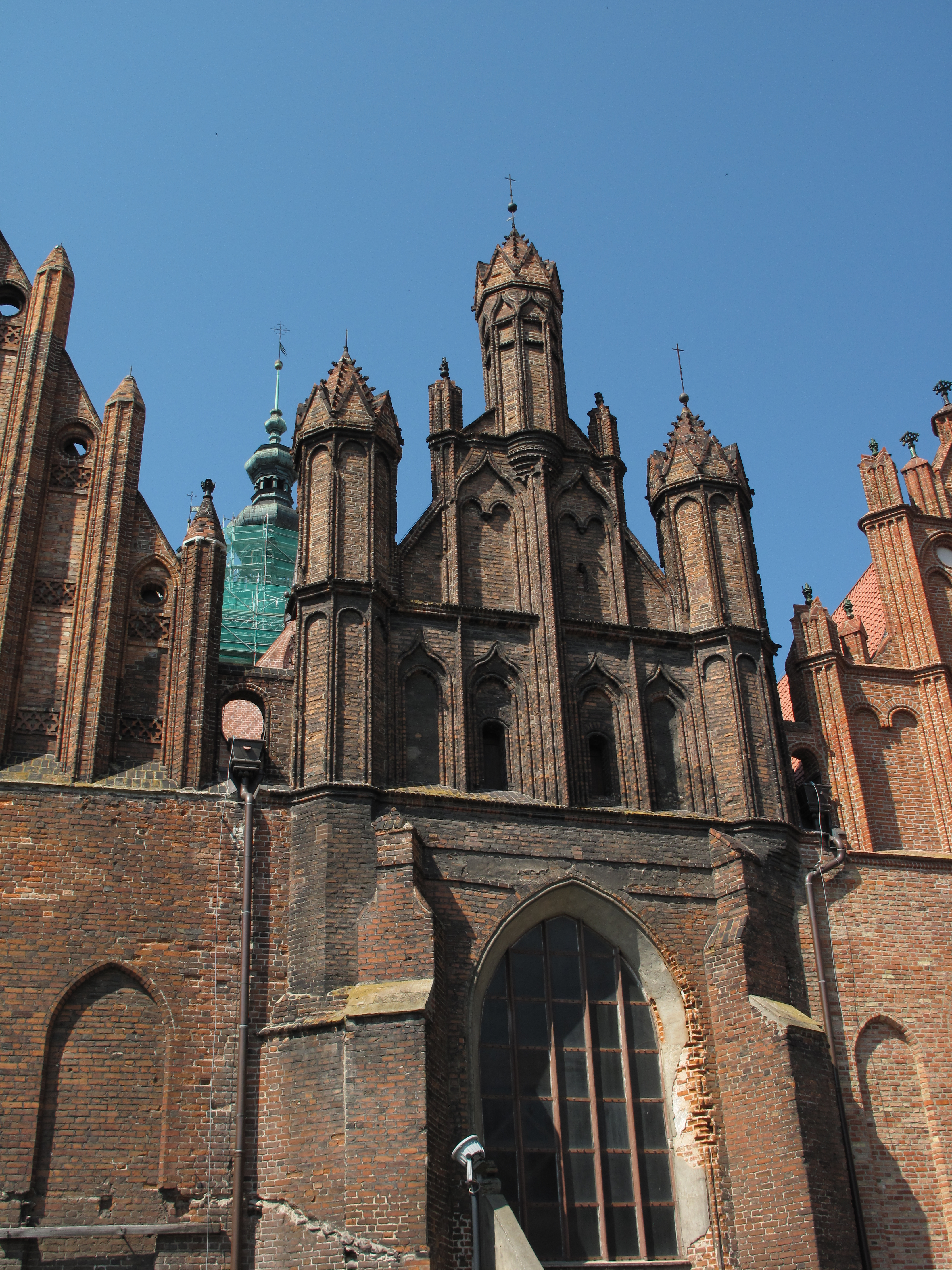
Kościół św. Katarzyny w Gdańsku
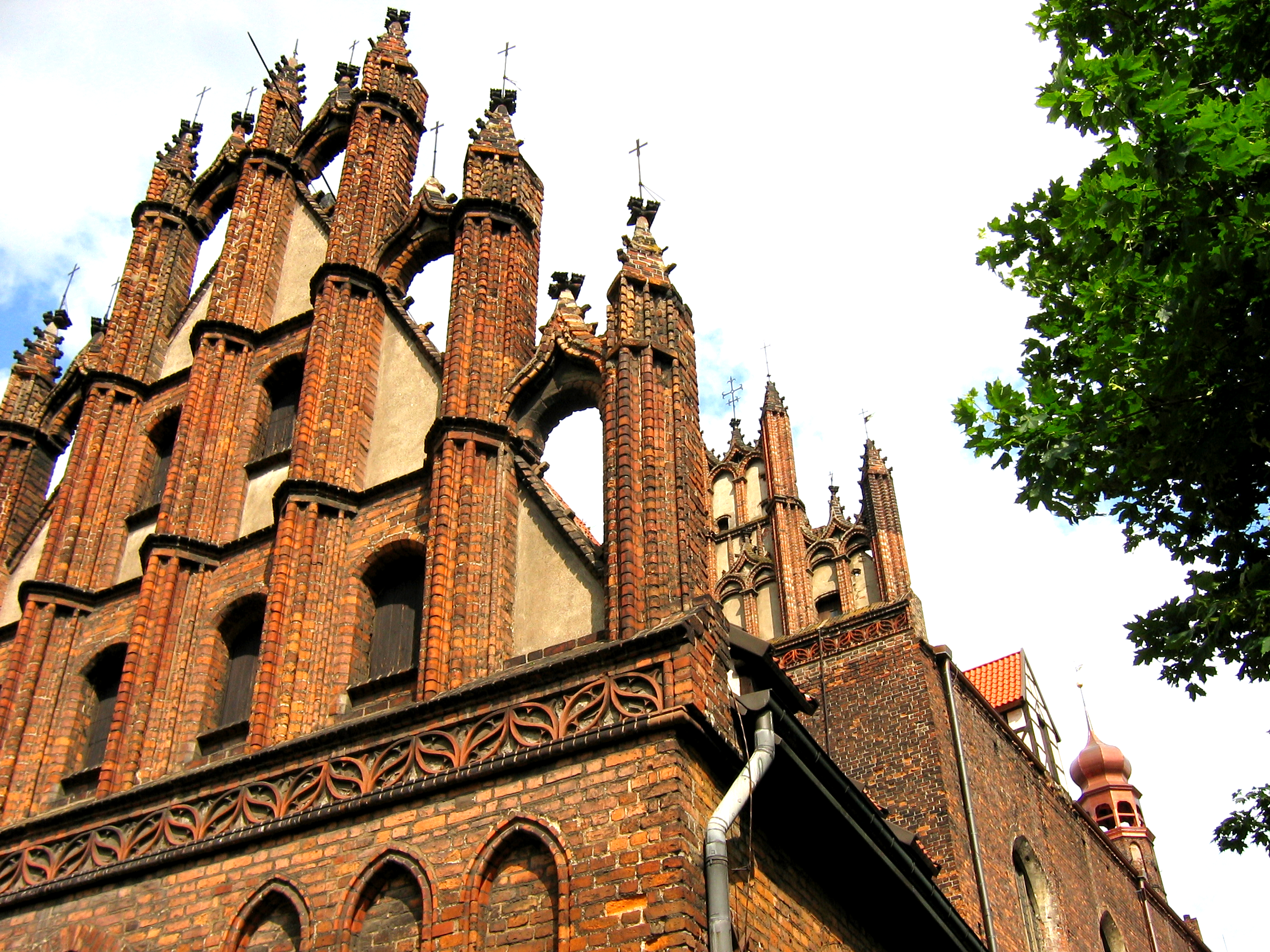
Kaplica św. Anny w Gdańsku
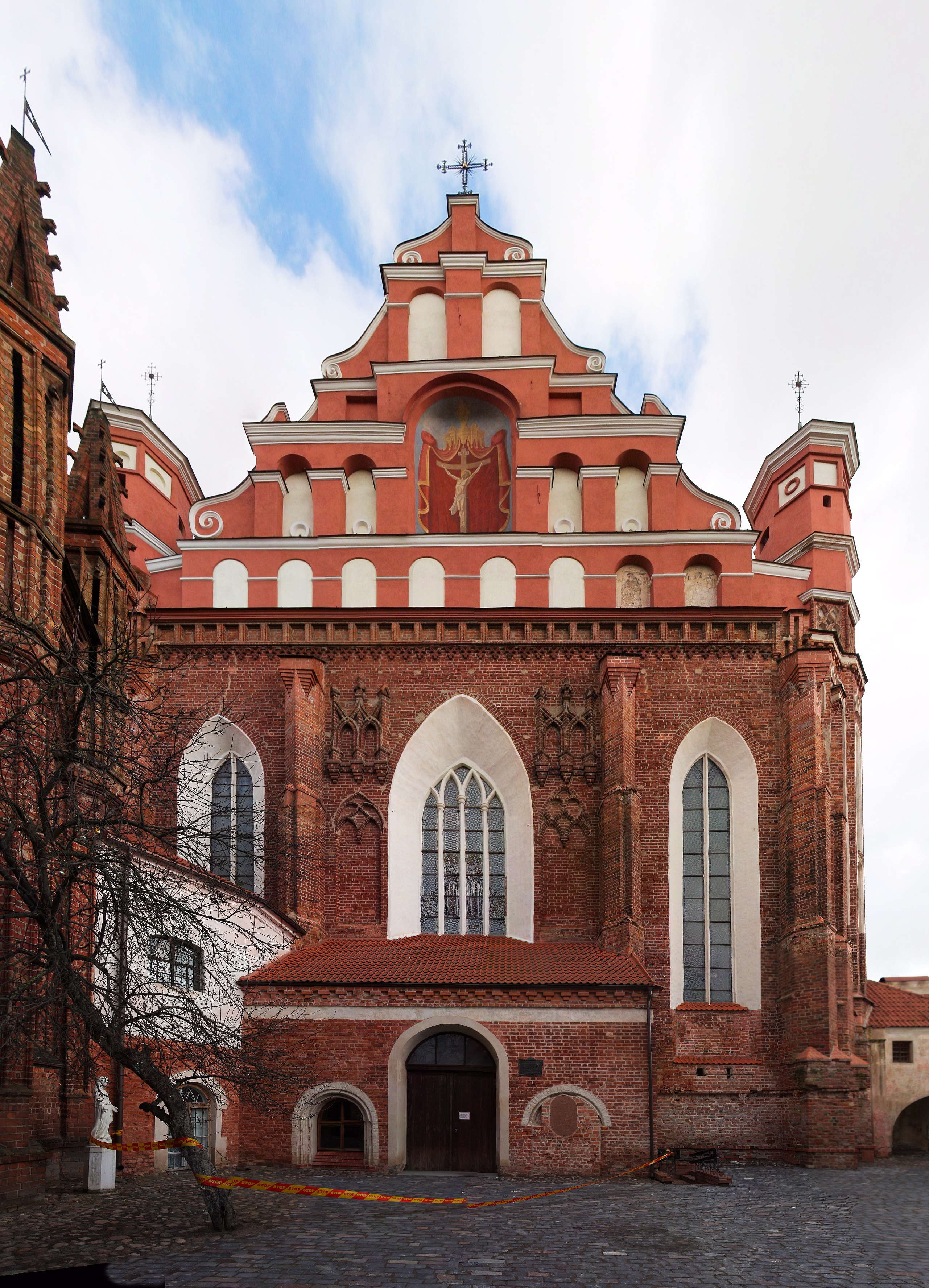
Kościół Bernardynów w Wilnie